# Ubiquity
Ubiquity je experimentální plug-in pro webový prohlížeč Mozilla Firefox vyvíjený Mozilla Labs, který umožňuje vytvářet „mash-up“ webových aplikací. Uživatelé mohou v JavaScriptu vytvářet své vlastní příkazy, kterými propojují obsah jednotlivých webových aplikací a zefektivňují tak svoji práci s Internetem. Jednotlivé příkazy se píší do příkazové řádky, která se vyvolá speciální klávesovou zkratkou.